# Детвянський потік
Детвянський потік (словац. Detviansky potok) — річка в Словаччині; права притока Слатини довжиною 12.9 км. Протікає в окрузі Детва.
Витікає в масиві Поляна на висоті 1320 метрів. Впадають Єлшовий потік і Немецка. Протікає територією міста Детва.
Впадає у Слатину на висоті 369 метра.